# Чемпіонат світу з футболу 2010 (кваліфікаційний раунд, УЄФА, група 8)
| М  | Команда    | І  | В | Н | П | МЗ | МП | РМ  | О  |
| -- | ---------- | -- | - | - | - | -- | -- | --- | -- |
| 1. | Італія     | 10 | 7 | 3 | 0 | 18 | 7  | +11 | 24 |
| 2. | Ірландія   | 10 | 4 | 6 | 0 | 12 | 8  | +4  | 18 |
| 3. | Болгарія   | 10 | 3 | 5 | 2 | 17 | 13 | +4  | 14 |
| 4. | Кіпр       | 10 | 2 | 3 | 5 | 14 | 16 | −2  | 9  |
| 5. | Чорногорія | 10 | 1 | 6 | 3 | 9  | 14 | −5  | 9  |
| 6. | Грузія     | 10 | 0 | 3 | 7 | 7  | 19 | −12 | 3  |

|            | Болгарія | Кіпр  | Грузія | Італія | Чорногорія | Ірландія |
| ---------- | -------- | ----- | ------ | ------ | ---------- | -------- |
| Болгарія   | —        | 2 : 0 | 6 : 2  | 0 : 0  | 4 : 1      | 1 : 1    |
| Кіпр       | 4 : 1    | —     | 2 : 1  | 1 : 2  | 2 : 2      | 1 : 2    |
| Грузія     | 0 : 0    | 1 : 1 | —      | 1 : 2  | 0 : 0      | 1 : 2    |
| Італія     | 2 : 0    | 3 : 2 | 2 : 0  | —      | 2 : 1      | 1 : 1    |
| Чорногорія | 2 : 2    | 1 : 1 | 2 : 1  | 0 : 2  | —          | 0 : 0    |
| Ірландія   | 1 : 1    | 1 : 0 | 2 : 1  | 2 : 2  | 0 : 0      | —        |

## Результати

### Грузія — Ірландія
| 06.09.2008 18:00 UTC+3 |

| Грузія      | 1 — 2    | Ірландія           |
| ----------- | -------- | ------------------ |
| Кенія 90+2' | Протокол | Дойл 13' Вілан 70' |

| Штадіон Брухвег, Майнц (Німеччина) Арбітр: Сандор Цабо (Угорщина) |

### Чорногорія — Болгарія
| 06.09.2008 20:00 UTC+1 |

| Чорногорія                     | 2 — 2    | Болгарія                          |
| ------------------------------ | -------- | --------------------------------- |
| Вучініч 62' Йоветич 81' (пен.) | Протокол | Стилиян Петров 11' Ґеорґієв 90+2' |

| Міський стадіон Подгориці, Подгориця Арбітр: Олег Орєхов (Україна) |

### Кіпр — Італія
| 06.09.2008 21:00 UTC+2 |

| Кіпр          | 1 — 2    | Італія             |
| ------------- | -------- | ------------------ |
| Алонефтіс 29' | Протокол | Ді Натале 8, 90+2' |

| Антоніс Пападопулос (стадіон), Ларнака Арбітр: Пітер Вінк (Нідерланди) |

### Чорногорія — Ірландія
| 10.09.2008 19:00 UTC+1 |

| Чорногорія | 0 — 0    | Ірландія |
| ---------- | -------- | -------- |
|            | Протокол |          |

| Міський стадіон Подгориці, Подгориця Глядачів: 12 000 Арбітр: Стен Калдма (Естонія) |

### Італія — Грузія
| 10.09.2008 20:50 UTC+1 |

| Італія           | 2 — 0    | Грузія |
| ---------------- | -------- | ------ |
| Де Россі 17, 89' | Протокол |        |

| Фріулі (стадіон), Удіне Глядачів: 27 164 Арбітр: Томас Ейнвеллер (Австрія) |

### Грузія — Кіпр
| 11.10.2008 20:30 UTC+3 |

| Грузія         | 1 — 1    | Кіпр            |
| -------------- | -------- | --------------- |
| Кобіашвілі 73' | Протокол | Константіну 66' |

| Динамо Арена імені Бориса Пайчадзе, Тбілісі Глядачів: 40 000 Арбітр: Радек Матежек (Чехія) |

### Болгарія — Італія
| 11.10.2008 21:15 UTC+2 |

| Болгарія | 0 — 0    | Італія |
| -------- | -------- | ------ |
|          | Протокол |        |

| Васіл Лєвскі, Софія Глядачів: 45 000 Арбітр: Стефан Ланнуа (Франція) |

### Грузія — Болгарія
| 15.10.2008 20:30 UTC+3 |

| Грузія | 0 — 0    | Болгарія |
| ------ | -------- | -------- |
|        | Протокол |          |

| Динамо Арена імені Бориса Пайчадзе, Тбілісі Глядачів: 35 250 Арбітр: Бйорн Кейперс (Нідерланди) |

### Ірландія — Кіпр
| 15.10.2008 19:45 UTC+0 |

| Ірландія | 1 — 0    | Кіпр |
| -------- | -------- | ---- |
| Кін 5'   | Протокол |      |

| Кроук Парк, Дублін Глядачів: 55 833 Арбітр: Алехандру Дан Тудор (Румунія) |

### Італія — Чорногорія
| 15.10.2008 20:50 UTC+1 |

| Італія          | 2 — 1    | Чорногорія  |
| --------------- | -------- | ----------- |
| Аквілані 8' 29' | Протокол | Вучініч 19' |

| Віа дель Маре, Лечче Глядачів: 20 162 Арбітр: Педру Проенса (Португалія) |

### Ірландія — Грузія
| 11.02.2009 19:45 UTC+0 |

| Ірландія           | 2 — 1    | Грузія     |
| ------------------ | -------- | ---------- |
| Кін 73' (пен.) 78' | Протокол | Іашвілі 1' |

| Кроук Парк, Дублін Глядачів: 42 000 Арбітр: Йоні Хююті (Фінляндія) |

### Чорногорія — Італія
| 28.03.2009 20:45 UTC+1 |

| Чорногорія | 0 — 2    | Італія                       |
| ---------- | -------- | ---------------------------- |
|            | Протокол | Пірло 11' (пен.) Паццині 75' |

| Міський стадіон Подгориці, Подгориця Глядачів: 10,500 Арбітр: Мартін Аткінсон (Англія) |

### Кіпр — Грузія
| 28.03.2009 20:00 UTC+2 |

| Кіпр                         | 2 — 1    | Грузія                |
| ---------------------------- | -------- | --------------------- |
| Константіну 33' Хрістофі 56' | Протокол | Кобіашвілі 71' (пен.) |

| Антоніс Пападопулос (стадіон), Ларнака Глядачів: 1,500 Арбітр: Фреді Фотрел (Франція) |

### Ірландія — Болгарія
| 28.03.2009 19:45 UTC+0 |

| Ірландія | 1 — 1    | Болгарія         |
| -------- | -------- | ---------------- |
| Данн 1'  | Протокол | Кілбейн 74' (аг) |

| Кроук Парк, Дублін Глядачів: 60,002 Арбітр: Іван Бебек (Хорватія) |

### Італія — Ірландія
| 01.04.2009 20:50 UTC+1 |

| Італія      | 1 — 1    | Ірландія |
| ----------- | -------- | -------- |
| Яквінта 10' | Протокол | Кін 88'  |

| Сан-Нікола (стадіон), Барі Глядачів: 48,000 Арбітр: Вольфґанґ Штарк (Німеччина) |

### Болгарія — Кіпр
| 01.04.2009 18:00 UTC+2 |

| Болгарія               | 2 — 0    | Кіпр |
| ---------------------- | -------- | ---- |
| Попов 8' Макрієв 90+4' | Протокол |      |

| Васіл Лєвскі, Софія Глядачів: 16,916 Арбітр: Мартін Інґварсон (Швеція) |

### Грузія — Чорногорія
| 01.04.2009 21:00 UTC+3 |

| Грузія | 0 — 0    | Чорногорія |
| ------ | -------- | ---------- |
|        | Протокол |            |

| Динамо Арена імені Бориса Пайчадзе, Тбілісі Глядачів: 16,000 Арбітр: Дейвід Малкольм (Північна Ірландія) |

### Кіпр — Чорногорія
| 06.06.2009 20:30 UTC+2 |

| Кіпр                              | 2 — 2    | Чорногорія         |
| --------------------------------- | -------- | ------------------ |
| Константіну 14' Міхаіл 45' (пен.) | Протокол | Дам'янович 65, 77' |

| Антоніс Пападопулос (стадіон), Ларнака Глядачів: 3,000 Арбітр: Карлос Веласко Карбальйо (Іспанія) |

### Болгарія — Ірландія
| 06.06.2009 20:30 UTC+2 |

| Болгарія       | 1 — 1    | Ірландія |
| -------------- | -------- | -------- |
| Телькійскі 29' | Протокол | Данн 24' |

| Васіл Лєвскі, Софія Глядачів: 38,000 Арбітр: Клаус Бо Ларсен (Данія) |

### Грузія — Італія
| 05.09.2009 22:00 UTC+3 |

| Грузія | 0 — 2    | Італія                     |
| ------ | -------- | -------------------------- |
|        | Протокол | Каладзе 56' (аг), 66' (аг) |

| Динамо Арена імені Бориса Пайчадзе, Тбілісі Глядачів: 32,000 Арбітр: Марчін Борскі (Польща) |

### Кіпр — Ірландія
| 05.09.2009 21:30 UTC+2 |

| Кіпр     | 1 — 2    | Ірландія        |
| -------- | -------- | --------------- |
| Ілія 30' | Протокол | Дойл 5' Кін 83' |

| ГСП (стадіон), Нікосія Глядачів: 5,191 Арбітр: Томас Ейнвеллер (Австрія) |

### Болгарія — Чорногорія
| 05.09.2009 20:30 UTC+2 |

| Болгарія                                                   | 4 — 1    | Чорногорія |
| ---------------------------------------------------------- | -------- | ---------- |
| Кішищєв 45+1' Телкійскі 49' Бербатов 83' Домовчийскі 90+1' | Протокол | Йоветич 9' |

| Васіл Лєвскі, Софія Глядачів: 7,543 Арбітр: Тоні Асумаа (Фінляндія) |

### Італія — Болгарія
| 09.09.2009 20:50 UTC+1 |

| Італія                 | 2 — 0    | Болгарія |
| ---------------------- | -------- | -------- |
| Гроссо 11' Яквінта 40' | Протокол |          |

| Стадіо Олімпіко, Турин Глядачів: 26,122 Арбітр: Флоріан Мейер (Німеччина) |

### Чорногорія — Кіпр
| 09.09.2009 20:15 UTC+1 |

| Чорногорія         | 1 — 1    | Кіпр      |
| ------------------ | -------- | --------- |
| Вучініч 56' (пен.) | Протокол | Оккас 63' |

| Міський стадіон Подгориці, Подгориця Глядачів: 4,000 Арбітр: Карло Бертоліні (Швейцарія) |

### Ірландія — Італія
| 10.10.2009 20:00 UTC+0 |

| Ірландія                 | 2 — 2    | Італія                        |
| ------------------------ | -------- | ----------------------------- |
| Вілан 8' Сент-Леджер 87' | Протокол | Каморанезі 26' Джилардіно 90' |

| Кроук Парк, Дублін Глядачів: 70,640 Арбітр: Терьє Хауґе (Норвегія) |

### Кіпр — Болгарія
| 10.10.2009 20:00 UTC+2 |

| Кіпр                                                | 4 — 1    | Болгарія     |
| --------------------------------------------------- | -------- | ------------ |
| Харалампідіс 11', 20' Константіну 58' Алонефтіс 78' | Протокол | Бербатов 44' |

| Антоніс Пападопулос (стадіон), Ларнака Глядачів: 3,700 Арбітр: Пол Алертс (Бельгія) |

### Чорногорія — Грузія
| 10.10.2009 20:00 UTC+1 |

| Чорногорія              | 2 — 1    | Грузія         |
| ----------------------- | -------- | -------------- |
| Батак 14' Делібашич 78' | Протокол | Двалішвілі 45' |

| Міський стадіон Подгориці, Подгориця Глядачів: 5,420 Арбітр: Сельцук Дерелі (Туреччина) |

### Італія — Кіпр
| 14.10.2009 20:00 UTC+1 |

| Італія                     | 3 — 2    | Кіпр                    |
| -------------------------- | -------- | ----------------------- |
| Джилардіно 78', 81', 90+2' | Протокол | Макрідіс 12' Міхаіл 48' |

| Енніо Тардіні (стадіон), Парма Глядачів: 15,009 Арбітр: Алон Єфет (Ізраїль) |

### Ірландія — Чорногорія
| 14.10.2009 19:00 UTC+0 |

| Ірландія | 0 — 0    | Чорногорія |
| -------- | -------- | ---------- |
|          | Протокол |            |

| Кроук Парк, Дублін Глядачів: 50,212 Арбітр: Владімір Хрінак (Словаччина) |

### Болгарія — Грузія
| 14.10.2009 21:00 UTC+2 |

| Болгарія                                          | 6 — 2    | Грузія                           |
| ------------------------------------------------- | -------- | -------------------------------- |
| Бербатов 6', 23', 35' Петров 14', 44' Ангєлов 31' | Протокол | Двалішвілі 34' Кобіашвілі 51,п.' |

| Васіл Лєвскі, Софія Глядачів: 700 Арбітр: Крістінн Якобссон (Ісландія) |